# 女蒿属
女蒿属（学名：Hippolytia）是菊科下的一个属。该属共有12－15种，分布于中亚与喜马拉雅地区。